# Trật khớp đầu gối
Trật khớp đầu gối là chấn thương đầu gối, trong đó có sự gián đoạn hoàn toàn khớp xương giữa xương chày và xương đùi. Các triệu chứng bao gồm đau đầu gối và bất ổn đầu gối. Các biến chứng có thể bao gồm chấn thương động mạch quanh đầu gối, thường là động mạch phía sau đầu gối hoặc hội chứng chèn ép khoang.
Khoảng một nửa số trường hợp là hậu quả của chấn thương nặng và khoảng một nửa xảy ra do chấn thương nhẹ. Trong khoảng một nửa số trường hợp khớp nắn xương trước khi đến bệnh viện. Thông thường có một vết đứt dây chằng trước, dây chằng sau, và dây chằng giữa hoặc dây chằng bên. Nếu chỉ số áp lực mắt cá chân - nhỏ hơn 0,9, chụp X quang CT được khuyến cáo để phát hiện chấn thương mạch máu. Nếu không, các đợt khám sức khỏe lặp lại có thể là đủ.
Nếu khớp vẫn bị trật khớp, nắn và nẹp được chỉ định, điều này thường được thực hiện dưới sự gây tê. Ở những người có dấu hiệu chấn thương động mạch, phẫu thuật ngay lập tức thường được thực hiện. Nhiều ca phẫu thuật có thể cần thiết. Chỉ trong hơn 10% trường hợp, cần phải cắt cụt một phần của chân.
Trật khớp đầu gối rất hiếm, xảy ra khoảng 1 trên 100.000 người mỗi năm. Nam giới thường bị ảnh hưởng nhiều hơn nữ giới. Thanh niên thường bị ảnh hưởng nhiều nhất. Mô tả về ngày thương tích này từ năm 20 trước Công nguyên bởi Meges.

## Dấu hiệu và triệu chứng

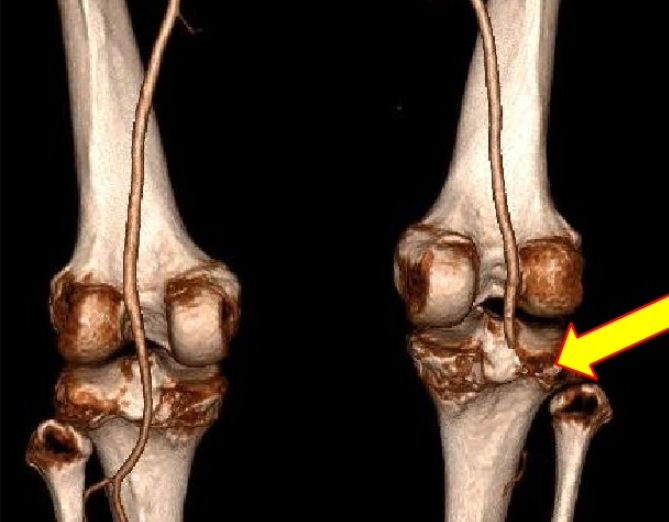
CT chụp X quang 3D, nhìn phía sau cho thấy một động mạch bình thường ở bên trái, và tắc vào động mạch đúng như là kết quả của sự trật khớp đầu gối

Các triệu chứng bao gồm đau đầu gối. Các khớp cũng có thể được chắc chắn đã rời khỏi vị trí. Tràn dịch khớp không phải luôn luôn hiện diện.

### Biến chứng
Các biến chứng có thể bao gồm chấn thương động mạch phía sau đầu gối trong khoảng 20% trường hợp hoặc hội chứng chèn ép khoang. Thiệt hại đối với dây thần kinh trung tâm thường gặp hoặc dây thần kinh chày cũng có thể xảy ra. Các vấn đề về thần kinh nếu chúng xảy ra thường không bao giờ hoàn toàn lành lại.

## Nguyên nhân
Khoảng một nửa là kết quả của chấn thương nặng và khoảng một nửa xảy ra do chấn thương nhẹ. Chấn thương nặng có thể bao gồm các cơ chế như té ngã từ độ cao đáng kể, va chạm xe cơ giới, hoặc người đi bộ bị đụng xe cơ giới. Các trường hợp do chấn thương lớn thường có các chấn thương khác.
Chấn thương nhẹ có thể bao gồm vấp ngã trong khi đi bộ hoặc trong khi chơi thể thao. Các yếu tố nguy cơ bao gồm béo phì.
Tình trạng này cũng có thể xảy ra trong một số rối loạn di truyền như hội chứng Ellis-van Creveld, hội chứng Larsen và hội chứng Ehlers – Danlos.

## Chẩn đoán

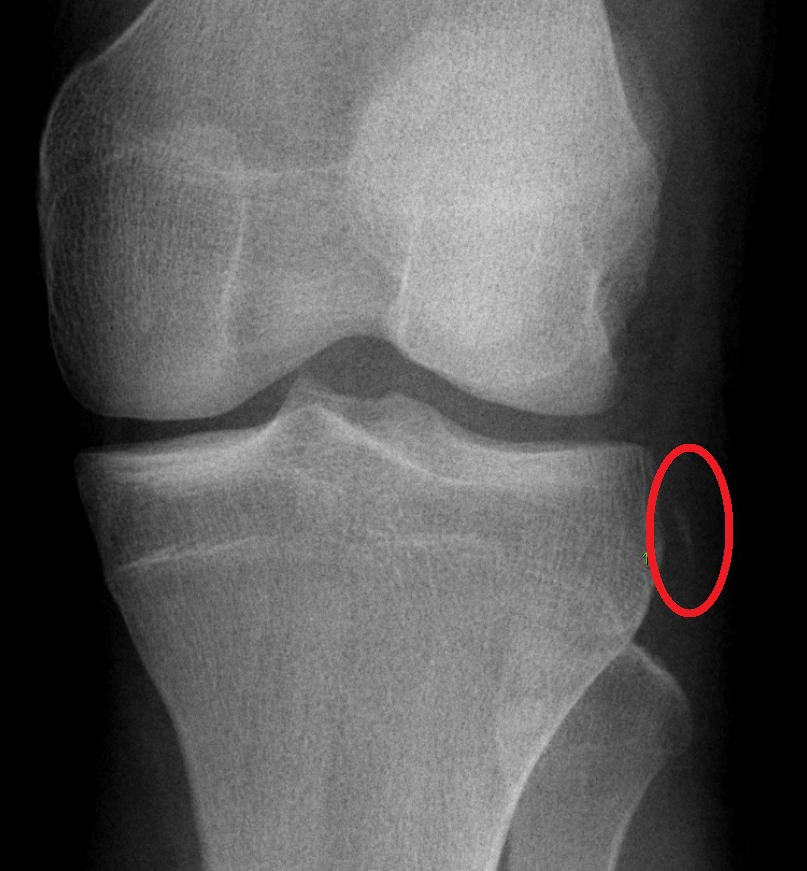
Gãy xương Segond nhìn thấy trên X-quang

Khi chấn thương có thể nắn trước khi một người đến bệnh viện, chẩn đoán có thể bị bỏ qua. Chẩn đoán có thể bị nghi ngờ dựa trên tiền sử chấn thương và khám sức khỏe. Khám sức khỏe chính xác có thể khó khăn do đau.
Chụp X-quang, quét CT, siêu âm, hoặc MRI có thể giúp chẩn đoán. Các phát hiện trên X quang có thể hữu ích trong số những người đã nắn bao gồm một không gian chung biến, trật khớp nhẹ, hoặc gãy xương Segond.
Nếu chỉ số áp lực mắt cá chân (ABI) nhỏ hơn 0,9, chụp CT được sử dụng. Chụp động mạc chuẩn cũng có thể được sử dụng. Nếu ABI lớn hơn 0,9 lần khám sức khỏe lặp lại trong 24 giờ tiếp theo để xác minh lưu lượng máu tốt có thể là đủ. ABI được tính bằng cách lấy huyết áp tâm thu ở mắt cá chân và chia nó cho huyết áp tâm thu ở cánh tay.

### Phân loại
Chúng có thể được chia thành năm loại: trước, sau, bên, giữa và xoay. Phân loại này dựa trên sự chuyển động của xương chày đối với xương đùi. Trật khớp trước là phổ biến nhất, tiếp theo là trật khớp sau. Chúng cũng có thể được phân loại dựa trên những dây chằng bị hư hại.

## Điều trị
Ban đầu, chấn thương được điều trị dựa trên sự hỗ trợ cuộc sống chấn thương tiến bộ. Nếu khớp vẫn bị trật thì nắn và nẹp được chỉ định. Nắn thường có thể được thực hiện với lực kéo đơn giản sau khi người đó đã nhận được thuốc an thần. Nếu không thể nắn khớp thì cần được phẫu thuật.
Ở những người có dấu hiệu của chấn thương động mạch ngay lập tức phẫu thuật thường được thực hiện. Nếu khớp không nắn lại được thì cố định bên ngoài có thể cần thiết. Nếu dây thần kinh và động mạch vẫn còn nguyên vẹn thì dây chằng có thể được ổn định sau vài ngày. Nhiều ca phẫu thuật có thể được yêu cầu. Chỉ khoảng hơn 10% trường hợp cần phải cắt cụt một phần của chân.

## Dịch tễ học
Trật khớp đầu gối rất hiếm: chúng xuất hiện khoảng 1 trong 5.000 chấn thương chỉnh hình, và khoảng 1 lần trên 100.000 người mỗi năm. Nam giới thường bị ảnh hưởng nhiều hơn nữ giới, và thanh niên thường bị ảnh hưởng nhiều nhất.